# FC Barcelona
För damfotbollslaget, se FC Barcelona Femení. För basketklubben, se FC Barcelona Bàsquet. För handbollsklubben, se FC Barcelona (handboll).
Futbol Club Barcelona (FCB) (katalanskt uttal: [fudˈbɔɫ ˌklup bəɾsəˈlonə], spanska: [ˈfuðβol ˌkluβ barθeˈlona]), i folkmun Barça (katalanska: [ˈbaɾsə], spanska: [ˈbarsa]), är en idrottsklubb baserad i Barcelona i Katalonien (Spanien). Den grundades 1899 som en fotbollsklubb under namnet Foot-ball Club Barcelona, men har sedermera kommit att utvidgas med flera olika idrottssektioner.
FC Barcelona omfattar drygt 2 500 aktiva, främst inom lagidrotter men även inom friidrott och konståkning. Klubbens idrottare har fram till och med Peking 2008 medverkat i olympiska sommarspelen vid 178 tillfällen, av vilka 50 resulterat i medalj – nästan samtliga i lagsporter.
Som idrottsklubb har FC Barcelona vunnit över 400 officiella titlar, varav omkring ett hundratal internationella. Den spanska nationella ligan har klubbens herrlag vunnit 161 gånger fram till och med våren 2022 , fördelat på 10 olika sporter: fotboll 26 gånger, basket 19, handboll 29, utomhushandboll 5, rullskridskohockey 32, ishockey 7, baseboll 4, rugby 2, futsal 6, samt friidrott för lag 15 gånger utomhus samt 19 gånger inomhus. Klubben har även vunnit den nationella cupen vid 157 tillfällen fördelat på 11 olika sporter. Klubbens damsektioner har fram till och med 2022 vunnit 9 ligatitlar och 17 cuptitlar i fotboll, basket och friidrott.
Fotbollssektionen i FC Barcelona har nått stora internationella framgångar och har sedan starten 1955 som enda lag i Europa medverkat i samtliga årgångar av europeisk cupfotboll.

## Historia
Följande avsnitt återspeglar enbart fotbollshistorik.

### Begynnelsen (1899–1919)

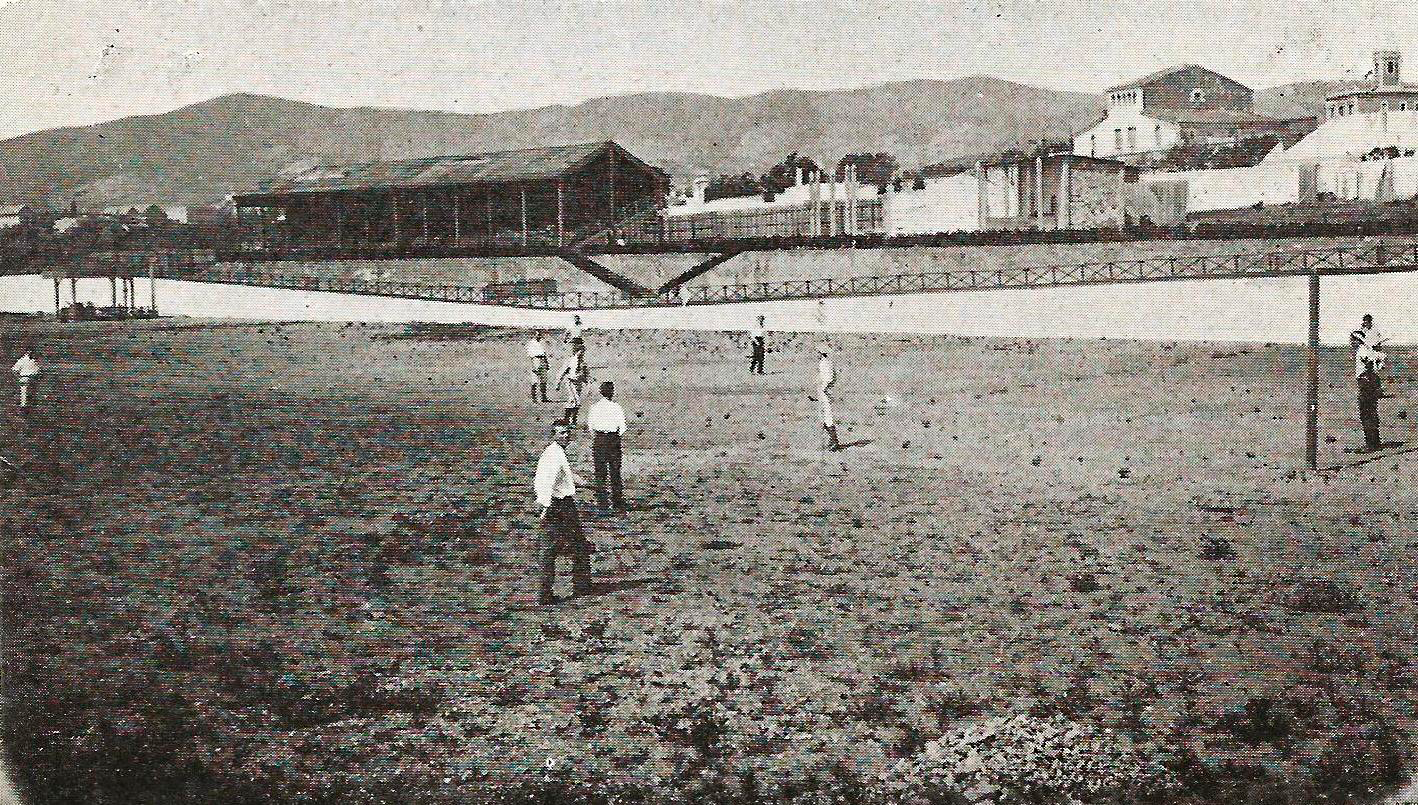
Velodromen i Bonanova (idag en stadsdel i Barcelona) var FC Barcelonas första hemmaplan, som klubben dock bara hyrde.

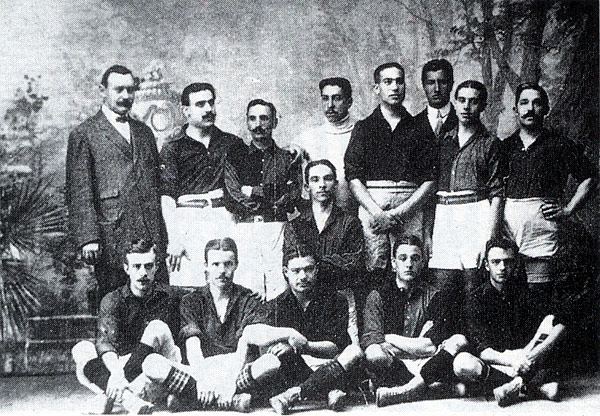
FC Barcelona, mästarlaget 1910 i det som så småningom skulle få namnet Copa del Rey – Spanska cupen.

I oktober 1899 startades idrottsföreningen FC Català på initiativ av Jaume Vila i Capdevila, som ville främja idrottande i Barcelona. En av de första att anmäla intresse för idrottsföreningen var schweizaren Hans Gamper. FC Català hade dock startats med avsikten att främja katalansk idrott och var öppen endast för katalaner, varför Hans förvägrades inträde i föreningen. I brist på alternativ valde han då att annonsera efter intresserade för att bilda ett nytt fotbollslag. Annonsen sattes in den 22 oktober 1899, samma dag som FC Català höll sin första träning. En månad senare, den 29 november, grundade Hans tillsammans med 12 andra den nya klubben Foot-Ball Club Barcelona. Strax därefter blev även FC Català en officiell idrottsförening, och de båda föreningarna skulle under det följande åren komma att bli mycket bittra rivaler både på och utanför planen.
I november 1900 grundades det katalanska fotbollsförbundet, som därefter organiserade den första turneringen i vad som senare skulle komma att bli det katalanska mästerskapet. FC Barcelona fick en sportslig framgång och lockade tusentals åskådare per match de första åren, men eftersom klubben saknade egen hemmaplan och tvingades flytta runt i staden sjönk dels publikintresset, och 1904–1908 sjönk medlemsantalet från 250 till 38 personer varefter FC Barcelona var nära konkurs. 
På en föreningsstämma i december 1908 tog klubbens grundare Hans Gamper tillfälligt över rollen som klubbpresident. Efter att ha samlat ihop en större summa pengar köpte Hans Gamper mark till en ny fotbollsplan, för att klubben skulle få en permanent hemvist. En läktare i två etage med plats för 1 500 sittande åskådare byggdes, och det hela fick det något anonyma namnet Camp del carrer Indústria ('Planen vid Industrigatan'). I den lokala pressen döptes den nya hemmaplanen dock till l'Escopidora ("Spottkoppen"). I egenskap av katalanska mästare bjöds FC Barcelona in att delta i en ny turnering kallad Challenge International du Sud de la France 1910. Turneringen, där mästarklubbar från de olika regionala ligorna i södra Frankrike, Katalonien och Baskien deltog, organiserades av det franska fotbollsförbundet. Finalen spelades i Sète mellan FC Barcelona och Real Sociedad och vanns av katalanerna, något som gav klubben stort medialt utrymme i både i spanska och franska medier. En månad senare vann FC Barcelona det spanska mästerskapet i fotboll för första gången, och hyllades efteråt av storpublik i Barcelona.
I februari 1912 debuterade Paulino Alcántara som skulle komma att bli klubbens främste målskytt under hela 1900-talet med sina 369 mål. Paulino Alcántara kom även att bli den förste spelaren i klubben med stjärnstatus. Det mediala intresset kring honom genererade allt större publik och ganska snart skulle hemmaplanen – "Spottkoppen" – visa sig vara för liten, och boende runt omkring planen började ta betalt för att låta dem som inte lyckats få tag i biljetter se matcherna från deras balkonger. Culers (även Culés, 'arslen'), blev synonymt med besökarna på FC Barcelona matcher, efter att tidiga åskådare runt den delvis läktarlösa planen fått sitta på toppen av en mur som vätte ut mot omgivande gator. Klubben genomgick en turbulent tid med flera klubbordföranden, innan Hans Gamper återvände på posten 1917. Under hans ledning organiserades klubben mer professionellt; en tränare anställdes på heltid och klubben började att rekryterade spelare från andra klubbar (däribland Josep Samitier och Ricardo Zamora; som kompensation för att skriva på för klubben gavs de båda varsin kostym och en självlysande klocka). Flera unga spelare värvades in i vad som skulle komma att bli ryggraden i 1920-talets mest dominanta lag i Spanien. Med nästan 3 000 medlemmar i slutet av 1910-talet började FC Barcelona att positionera sig som stadens stora lag.[källa behövs]

### Resten av seklet (1920–1999)
Under 1920-talet dominerade FC Barcelona katalansk fotboll, och vann det katalanska mästerskapet samtliga årgångar med undantag för 1923 och 1929. Samtidigt vann klubben Copa del Rey (som fram till 1928 hade status som spanskt mästerskap) vid fem tillfällen, och utvecklade en mycket stark rivalitet till stadens numera andra stora klubblag – Espanyol, som Ricardo Zamora övergick till 1922 för 25 000 pesetas (då en storsumma) och blev Spaniens högst betalda spelare med en månadslön på 5 000 pesetas.
I juni 1921 organiserades en vänskapsmatch mellan FC Barcelona och Sparta Prag som sågs av 32 000 personer, och publiksuccén fick klubbens styrande att intensifiera planerna på en ny stadion. I december 1921 beslutade klubbledningen att mark skulle köpas in, och 2 månader senare började bygget av den nya stadion Les Corts med plats för 30 000 åskådare vilken invigdes i maj 1922. Till följd av lagets framgångar och publiktrycket byggdes Les Corts 1926 ut till 45 000 åskådare, och under resten av 1920-talet spelade laget ofta inför utsålda läktare.
Den första riktiga storhetstiden inleddes i mitten av 1940-talet och varade fram till början av 1960-talet. Klubben vann ligan sju gånger perioden 1945-1960, Spanska cupen fem gånger under 1950-talet, Copa Latina (föregångare till Mästarcupen/Uefa Champions League) och Mässcupen (föregångare till Uefacupen) 1958. Den stora stjärnan i laget under 1950-talet var den ungerskfödde Ladislao Kubala, som anses ha varit klubbens bäste spelare genom tiderna.[källa behövs] Bland andra storspelare återfanns Kubalas landsmän Sándor Kocsis och Zoltán Czibor samt brasilianaren Evaristo. Under 1950-talets andra hälft kom dominansen att övergå till  Real Madrid, som vann Mästarcupen fem år i rad (1956–1960). Våren 1961 spelade Barcelona sin första final i Mästarcupen, men förlorade med 3–2 mot portugisiska SL Benfica. Efter detta följde en flera decennier lång vandring i Real Madrids skugga med endast två ligatitlar åren 1961–1990.
Under 1970-talet var nederländaren Johann Cruyff en stjärnspelare i FC Barcelona, 1974 vann Barcelona ligan efter att ha besegrat Real Madrid med 5-0 i Madrid. 1979, 1982 och 1989 vann klubben Cupvinnarcupen. 1982 hade klubben betalat 50 miljoner kronor för Diego Maradona. Maradona var dock ofta skadad, och 1984 såldes han till italienska Napoli för en ny rekordsumma – 65 miljoner kronor. 1986 nådde Barcelona för andra gången finalen i Mästarcupen men förlorade då efter straffsparksläggning mot rumänska Steaua Bukarest. I semifinalen mötte klubben IFK Göteborg som hade skrällt med 3–0 på sin hemmaplan, men Barça vann returen med samma siffror och gick till slut vidare efter straffsparksläggning.
I mitten av 1980-talet var Barcelona åter en storklubb jämförbar med storhetstiden på 1940- och 1950-talen, som förfogade över hemmaarenan Camp Nou (byggd 1957) och värvade några av de största namnen som fanns, men klubben hade ändå under 25 års tid sällan nått ligatiteln. 1988 återvände Johann Cruyff till FC Barcelona som tränare, och experter anser att detta var startskottet till alla framgångar klubben haft sedan dess. Redan som spelare för klubben hade Cruyff varit genuint irriterad över vad han såg som en kraftigt eftersatt ungdomsverksamhet, vilket låg bakom grundandet av Barcelonas "ungdomsakademi" La Masia 1978 och även klubbens sedan dess frekvent använda signum av "totalfotboll".
Nästa riktiga storhetstid kom i början av 1990-talet med vunna spanska ligatitlar 1991–1994 och för första gången Mästarcupen/UEFA Champions League 1992. I detta dominerande lag – som under 1990-talets första hälft kallades dream-team – fanns spelare som Josep Guardiola (senare själv tränare för Barcelona), Ronald Koeman, Hristo Stoitjkov, Michael Laudrup, Gheorghe Hagi och Romário samt många egna juniorer. Under 1990-talets andra hälft vann klubben ytterligare två ligatitlar, samt Cupvinnarcupen en fjärde gång 1997.

### 2000-talets första decennium
Efter ett mycket framgångsrikt 1990-tal följde en djup svacka åren 2000–2004 utan någon titel. År 2000 avgick Josep Luis Nunez som klubbordförande/president, efter att ha lett klubben under 22 år, och efterträddes av vice ordförande Juan Gaspart – som lade enorma belopp på kontroversiella nyförvärv. Våren 2003 avgick Gaspart, och på sommaren valde medlemmarna advokaten Joan Laporta till ny ordförande vilkens tillträde blev inledningen till en ny storhetstid.

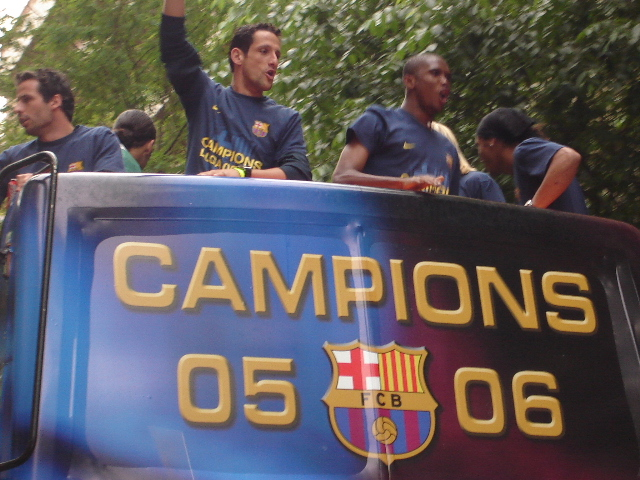
Champions League-mästare 2005/2006

Sedan grundandet av Champions League 1991/1992 har Barcelona ett stort antal gånger kvalificerat sig till gruppspelet. 2006 vann Barcelona sin andra Champions League-titel efter 2–1 i finalen mot Arsenal på Stade de France, och vann också ligaguld både 2005 och 2006. I truppen fanns Henrik Larsson, Ronaldinho, Samuel Eto'o, Xavi, Andrés Iniesta, Carles Puyol och Deco. Under 2004/2005 fick även Lionel Messi göra debut i Barcelona. Tränare vid denna tid var den tidigare nederländske storspelaren Frank Rijkaard.
Inför säsongen 2006/2007 förstärkte Barça spelartruppen med den italienska världsmästaren Gianluca Zambrotta, fransmannen Lilian Thuram och islänningen Eidur Gudjohnsen. Laget var storfavorit till att vinna ligaguldet för tredje året i rad, och klubben siktade på att vinna "trippeln" (ligan, spanska cupen och Champions League samma år) men blev istället för klubben en titellös fiaskosäsong.

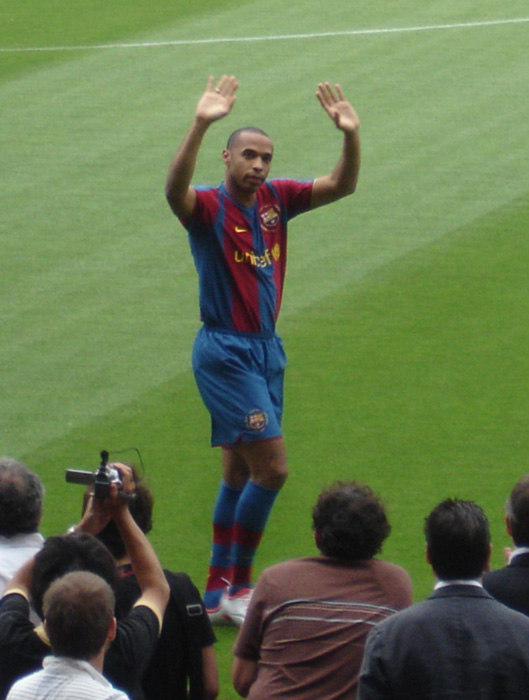
Thierry Henry, första dagen på Camp Nou som FC Barcelona-spelare (22 juli 2007).

Trots en storsatsning på ett antal nyförvärv (däribland Thierry Henry), som tillsammans kostade cirka 70 miljoner euro (motsvarande över 650 miljoner kronor i den då aktuella växelkursen), följde ett kollektivt misslyckande även nästa säsong. Klubbordförande Laporta blev hårt kritiserad av fansen, och efter säsongen beslutades i maj 2008 att tränare Frank Rijkaard skulle ersättas av Barcelona B-tränaren Josep Guardiola.
Inför 2008/2009 värvades några nya mittfältare och den brasilianske högerbacken Daniel Alves (den hittills dyraste ytterbacken.). Zambrotta, Ronaldinho och Deco såldes medan Lilian Thuram slutade. 37-årige Guardiola var helt oprövad som tränare på högsta nivån, men lyckades trots det leda sitt lag till en övertygande La Liga-seger då Bacelona med en omgång kvar hade producerat 104 mål på 37 matcher. (Klubben fick också revansch i El Clásico-matcherna mot Real Madrid föregående säsong.) 25:e segern i Copa del Rey säkrades via 4–1-seger mot Athletic Bilbao. Dominans även i Europacupspelet, och Champions League-titeln säkrades efter en 2–0-seger mot Manchester United i Rom 27 maj. Barcelona blev därmed den första spanska klubben att vinna en trippel.
| ”                                                  | Barcelonas revolution, ett liknande lag har aldrig tidigare skådats. Jag har aldrig sett ett bättre fotbollslag under alla mina år. | „ |
| – Marcello Lippi, Corriere della Sera, 30 maj 2011 | |   |

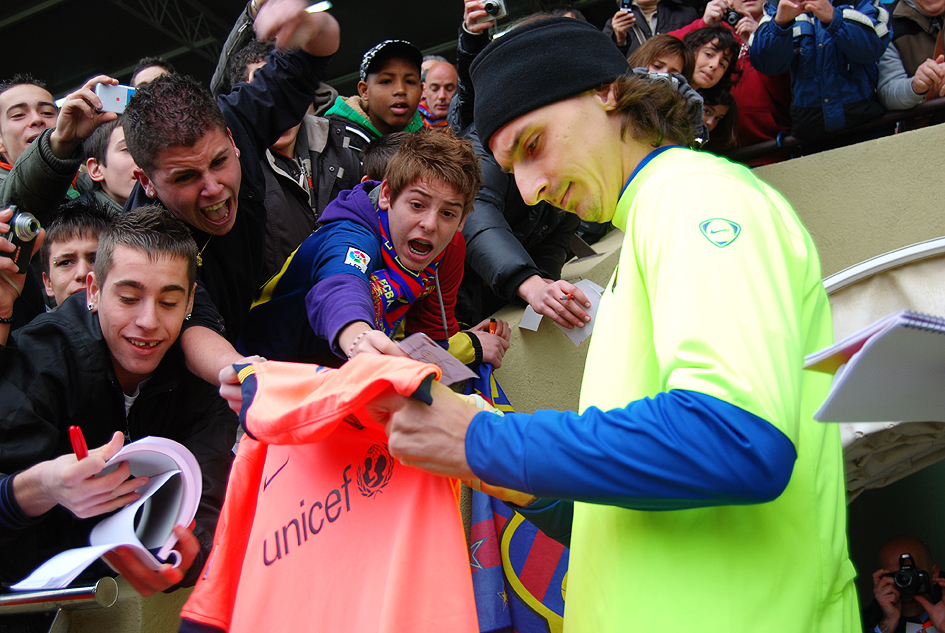
Zlatan Ibrahimović signerar tröjor för Barça-fans, 9 februari 2010. Zlatan ingick i truppen vid Barcelonas 20:e La Liga-titel.

Sommaren 2009 köptes vänsterbacken Maxwell för 5 miljoner euro. Efter långa förhandlingar värvades från FC Inter Zlatan Ibrahimović, som den 27 juli skrev på ett femårskontrakt med en utköpesklausul på 250 miljoner euro, och Inter fick i utbyte 46 miljoner euro samt Samuel Eto'o. Hela övergången beräknades vara värd 66 miljoner euro (cirka 700 miljoner kronor), vilket gjorde Ibrahimović till klubbens dyraste nyförvärv någonsin och även en av de dyraste övergångarna i fotbollshistorien. Barcelona vann La Liga för 20:e gången (klubbrekord med 99 poäng, och endast en förlustmatch under serien borta mot Atlético Madrid), ett fjärde rakt El Clásico-möte och nådde semifinal i Champions League.

### 2010-talet

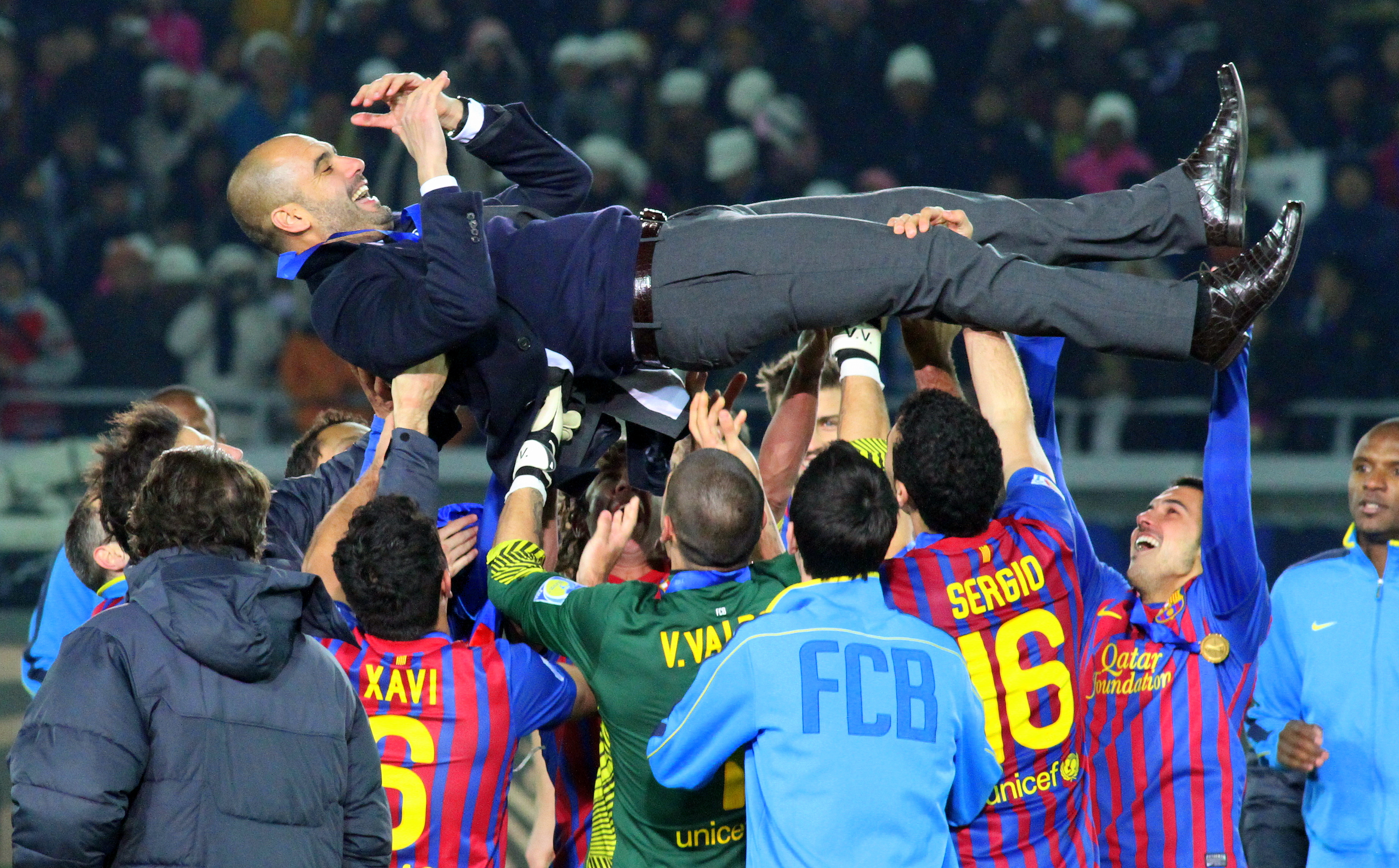
Josep Guardiola, hyllad tränare för FC Barcelona. Här efter vinsten i klubblags-VM 18 december 2011.

Säsongen 2010/2011 hölls ordförandeval i klubben, i vilket tidigare vice ordförande Sandro Rosell blev vald. Klubben fick ännu en lyckad säsong med bland annat en ny La Liga-titel för tredje året i rad (klubbens tionde med Josep Guardiola) och inför säsongen värvades David Villa, Adriano och Javier Mascherano. Zlatan Ibrahimović lämnade, efter en mängd spekulationer och skriverier i pressen, klubben och återvände till Milano. Barcelona vann en femte rak El Clásico, denna gång med 5–0. Den 5 februari 2011 slogs Real Madrids femtioåriga rekord i La Liga, som det lag som vunnit flest matcher i ligan. För andra året i rad vann Messi priset Ballon d'Or. Barcelona förlorade mot Real Madrid i finalen av Copa del Rey, men vann mot dem i en hetsig semifinal av Champions League där Real Madrids tränare José Mourinho ansåg att domarna medvetet gav Barcelona fördelar. Finalen på Wembley vanns mot Manchester United med 3–1.

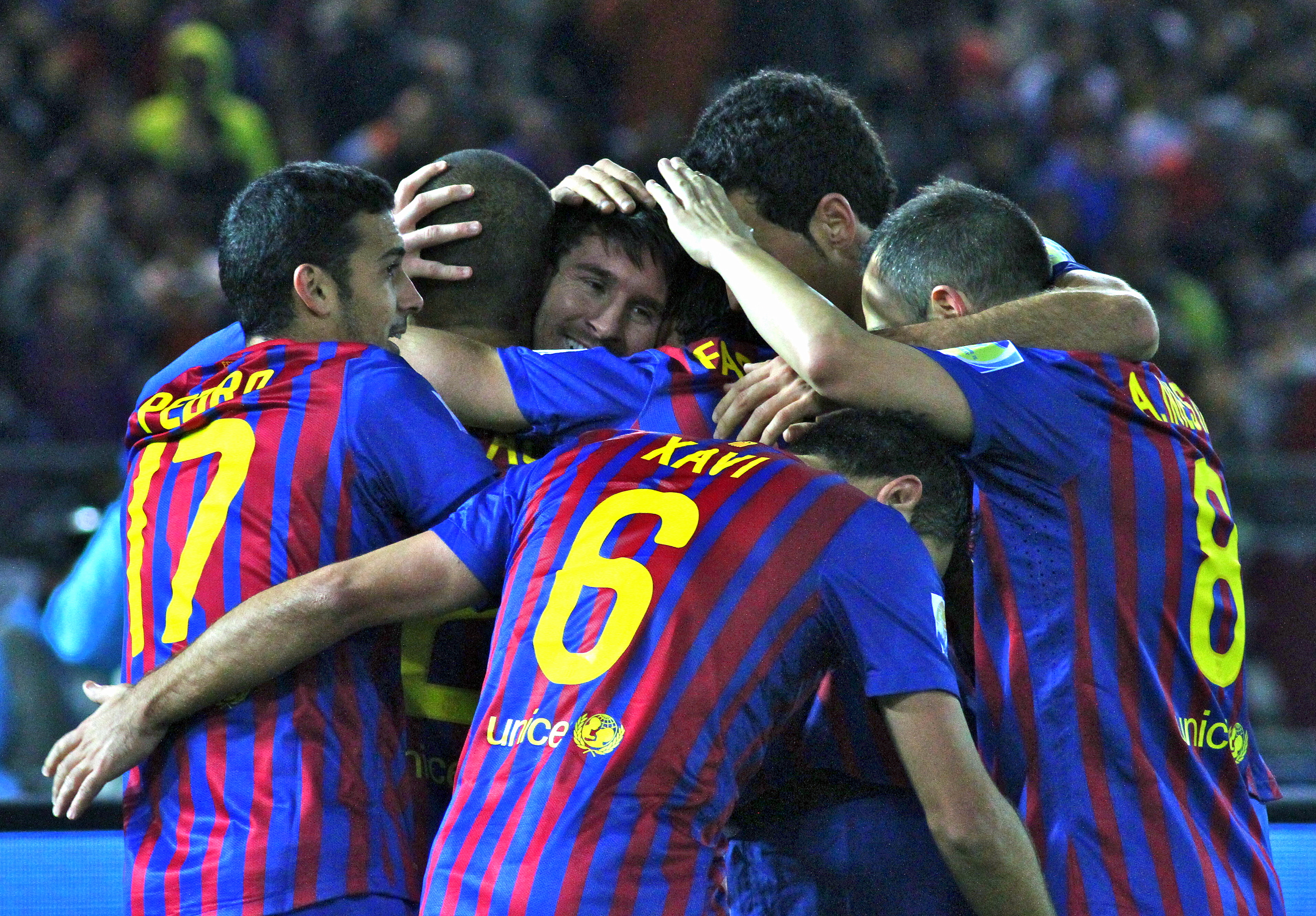
FC Barcelona-spelare firar ett av målen mot Santos i finalen i klubblags-VM, 18 december 2011.

I försäsongsspelet av 2011/2012 blev det ett dubbelmöte mellan Barcelona och Real Madrid i finalen av Spanska supercupen, som Barcelona vann, men de båda hamnade i bråk i slutet av andra mötet på Camp Nou efter att hemvändande Cesc Fàbregas kapades i sitt inhopp. I den tredje omgången av La Liga vann Barcelona med 8–0 hemma mot Osasuna, och vann mot Hospitale med 9–0 i finalen av Spanska cupen trots ett reservbetonat Barça. Barcelona vann VM för klubblag för andra gången, efter 4–0 mot brasilianska Santos, vilket innebar att Barcelona hade tagit fem av sex möjliga titlar under ett år. Lionel Messi vann Ballon d'Or för tredje året i rad och blev därmed utsedd till 2011 års bästa fotbollsspelare. I åttondelsfinalen av Champions League blev Messi ligans första spelare att under en och samma match bli femmålsskytt, i samband med Barcelonas 7–1-vinst mot Bayer Leverkusen på Camp Nou, och senare nådde klubben en semifinalplats för femte året i rad. I april 2012 vann Real Madrid sitt första El Clasico på Camp Nou sedan 2007, vilket kom att avgöra ligasegern till Reals fördel. Barcelona avslutade säsongen med att vinna Spanska cupfinalen mot Athletic Club med 3–0 på Vicente Calderón, Guardiola hade inför säsongsslutet meddelat att avgå som tränare. Andrés Iniesta blev vald till Europas bästa spelare säsongen 2011/2012.
Den 12 december 2012 bekräftades det att Barcelonas nya tränare Tito Vilanova fått ett återfall av sin cancer, vilket ledde till att den assisterande tränaren Jordi Roura tills vidare tog över laget (senare ersatt av argentinaren Gerardo Martino). Den 7 januari 2013 vann Lionel Messi Ballon d'or för fjärde gången, vilket gjorde Barcelona till det lag med flest spelare som vunnit utmärkelsen. Barcelona tog sin 22:a La Liga-titel och tangerade rekordet med 100 poäng, men nådde högst semifinal i både Spanska cupen och Champions League då en 7–0-förlust satte stopp för Barcelona i den sistnämnda.
Säsongen 2013/2014 var brasilianaren Neymar ny i truppen, då slutligen Atlético Madrid skulle få stå som ligasegrare (vilket var första gången sedan 2004 som ett annat lag än Barcelona och Real Madrid vunnit La Liga), även om Barcelona vid juluppehållet var delad ledare tillsammans med Madridklubben. I januari meddelade Sandro Rosell att han tänkte avgå som klubbordförande, och han ersattes därefter av Josep Maria Bartomeu. I Champions League slogs Barcelona ut i kvartsfinalen av Atlético Madrid, och för första gången sedan 2007/2008 stod Barcelona utan någon titel. Kort efter säsongen lämnade Martino tränarposten, och ersattes av tidigare FCB-spelaren Luis Enrique.
Säsongen därpå, 2014/2015, släppte Barcelona inte in ett enda mål i ligan på 754 minuter, vilket var ligarekord, och klubben skulle på nytt också vinna ligan. Efter lite turbulens i cupspelet lyckades laget ta sig till final i Copa del Rey och vinna mot Athletic Bilbao. Klubben ställdes mot italienska mästarna Juventus i Champions League-finalen som vanns med 3–1. Detta innebar en ny trippel för Barcelona, som dessutom var första klubb att göra det två gånger (2009 och 2015). Klubbikonen Xavi valde efter säsongen att lämna klubben för qatariska Al Sadd.
Sommaren 2015 köptes Arda Turan (Atletico Madrid) och Aleix Vidal (Sevilla), som dock endast kunde delta i träning på grund av att klubben inte fick skaffa flera spelare till sin trupp. Detta var ett straff av FIFA då Barca hade köpt spelare som var under 18 år. Arda Turan och Aleix Vidal kom att debutera för Barca i början av januari 2016. Innan dess hade laget vunnit över Real Madrid i El Clasico tidigare under hösten med 4–0 på Estadio Santiago Bernabeu. De kom senare att åka ut i kvartsfinalen i Champions League av Atletico Madrid även om de vann La liga och Copa del Rey. 
Till säsongen 2016/17 kom de unga Andre Gomes Samuel Umtiti och Lucas Digne in och ut gick Dani Alves och Marc Bartra. Messi, Suarez och Neymar fortsatte som framgångsrika målskyttar i både ligaspelet och Champions League-gruppspelet. I och med en formsvacka då Barcelona förlorade med 0–4 borta mot Paris Saint Germain i den första åttondelsfinalen, och ett antal förluster i ligan, meddelade Luis Enrique att han skulle avgå som tränare efter säsongen. I returmötet hemma den 8 mars 2017 gjorde Barca den största vändningen i Champions Leagues historia och vann med 6–1 (totalt 6–5). I kvartsfinalen tog det dock stopp mot Juventus. De kom tvåa i ligan trots att de vann El Clásico mot Real Madrid. Det enda de lyckades vinna var Copa Del Rey.
Från och med säsongen 2017/18 tränas Barcelona av Ernesto Valverde, där han redan första säsongen vann ligan och cupen. I Champions League tappade emellertid laget en 4–1-ledning från första kvartsfinalmötet hemma mot Roma. Säsongen 2018/2019 kunde Barcelona säkra ligatiteln med tre omgångar kvar, med Atletico Madrid som främsta konkurrent. Laget gick till semifinal i Champions League och vann första mötet mot Liverpool hemma med 3–0, men fick emellertid se sig besegrat med 4–0 i returen borta och återigen väcktes frågor kring Valverdes lämplighet som tränare.
Säsongen 2019/20 började med endast fyra poäng på de tre första matcherna och Valverdes lämplighet som tränare ifrågasattes mer och mer. Trots det började laget klättra och blev tabelletta den 19 oktober 2019, men med ett föga underhållande spel. Den 14 januari efter att ha åkt ur den spanska supercupen 2020 sparkades Ernesto Valverde och minuter senare presenterades Quique Setien som ny tränare omedelbart. 

### 2020 och ombyggnaden
Resten av säsongen gick knackigt men trots det ledde man ligan tills Covid-19 satte stopp för all fotboll. När ligan återupptogs 13 juni så började man lovande och krossade Real Mallorca med 4-0. Sedan kryssade man mot Sevilla och tappade ligaledningen till Real Madrid. Man kryssade också mot Celta Vigo och Atletico Madrid och avståndet till Real Madrid ökade med 7 poäng. Man vann sedan 3 matcher på raken men spelet såg inte lovande ut. I den näst sista omgången så förlorade dom mot CA Osasuna med 2-1 på Camp Nou och då förlorade man ligan. Det som fanns kvar att vinna var Champions League och man vann med 3-1 mot SSC Napoli och tog sig vidare till kvartsfinal. Där skulle man möta Bayern München i Lissabon. Man förlorade då med 8-2 vilket var den största förlusten på 70 år. Efteråt sparkade man Quique Setien och dagen efter så anställde man den förra klubblegenden Ronald Koeman och man sparkade sportchefen Abidal.

## Klubbidentitet
Vid grundandet använde klubben staden Barcelonas stadsvapen som klubbemblem. I det översta fältet har stadsvapnet ett georgskors uppe till vänster och till höger senyera, Kataloniens flagga. I det undre fältet finns dessa symboler diagonalt placerade.
År 1910 anordnades en tävling som vanns av medicinstuderanden Carles Comamala, som spelade fotboll för klubben mellan åren 1903 och 1912. Han ersatte den rombformade vapenskölden med en polsk form, där han i översta fältet behöll stadens georgskors och senyera. Det undre fältet randades med klubbens färger – blått och granatrött (katalanska: blau i grana; därav klubbens smeknamn "Blaugrana") – och i det undre fältets mitt en stiliserad fotboll. Mellan de övre och det undre fälten skrev han bokstäverna F.C.B, den engelska förkortningen för Football Club Barcelona, i ett band. Sedan år 2002 används en något mer stiliserad variant med samma element, formgivet av Claret Serrahima.
I inledningen av Francotiden tvingades klubben skriva förkortningen på spanska, C.F.B för Club de fútbol Barcelona, och ta bort några ränder från senyeran för att minska likheten med den. Fler ränder återkom 1949 i emblemet, och från 1974 har förkortningen återigen skrivits som FCB.
Klubbens motto Més que un club ('Mer än en klubb') härrör från klubbordföranden Narcís de Carreras installationstal i januari 1968. Det var ett sublimt sätt att i Francotidens förspanskning visa att föreningen även var ett forum för katalansk identitet.
FC Barcelonas storlek och framgångar har gjort att den anammats även som en symbol för katalansk identitet, i förhållande till Spanien och Madrid. I fotbollssammanhang har den här identiteten ofta kommit till uttryck genom den mångåriga rivaliteten mellan Barça och den andra av landets två dominerande fotbollsklubbar – Real Madrid. De uppmärksammade mötena klubbarna emellan benämns El Clásico (på spanska) eller El Clàssic (på katalanska).

### Matchställ och färger
I maj 2014 avslöjades att den nya hemmadräkten skulle ha fem ränder på framsidan – två blå och tre röda. Detta innebar en återgång till ett klassiskt tröjmönster som första gången användes 1911 och därefter återkommit i olika varianter (fast tidigare alltid med två röda och tre blå ränder). Denna utformning gällde bland annat åren 1950–1991 och användes senast 2011. I den nya dräkten återfanns en halskil (främst på kragen) i den katalanska flaggans gul-och-röd-randiga färger.
Bortadräkten 2013/2014, den uppmärksammade och omdiskuterade "Senyera-varianten" i den katalanska flaggans färger (fyra röda och fem gula ränder placerat lodrätt), byttes mot en matchdräkt helt i orange. Senyera-dräkten kom säsongen därpå att istället vara tredjedräkt.
"Senyeradräkten" användes dock vid ligamatchen den 13 september 2014 mot Athletic Bilbao på Camp Nou. Detta var del i 300-årsminnet av slutet på det katalanska självstyret den 11 september 1714, en händelse som lett till firandet av Kataloniens nationaldag just denna dag. För att inte båda lagen skulle ha randiga tröjor, bestämde sig Athletic för att spela i sin reservdräkt vilken råkade ha samma färger som Baskiens grön-vit-röda flagga.
Inför säsongen 2015/2016 presenterade FC Barcelona en nygjord matchdräkt vilken bygger på den traditionella blå-röda varianten, men denna gång var de fyra ränderna i vardera färg för första gången placerade horisontellt. Inspirationen ska enligt klubben komma från de flaggor – med horisontella ränder – som supportrarna låter vaja på Camp Nous läktare. Byxorna är i rött och strumporna i blått. Den nya bortadräkten har guldgul tröja och strumpor samt blå byxor. Den stora nyheten här är att tröjryggen har fyra röda band löpandes uppifrån och ner. Detta gör att ryggen får stora – och medvetna – likheter med Kataloniens flagga.

## Styrelse och supporterstöd

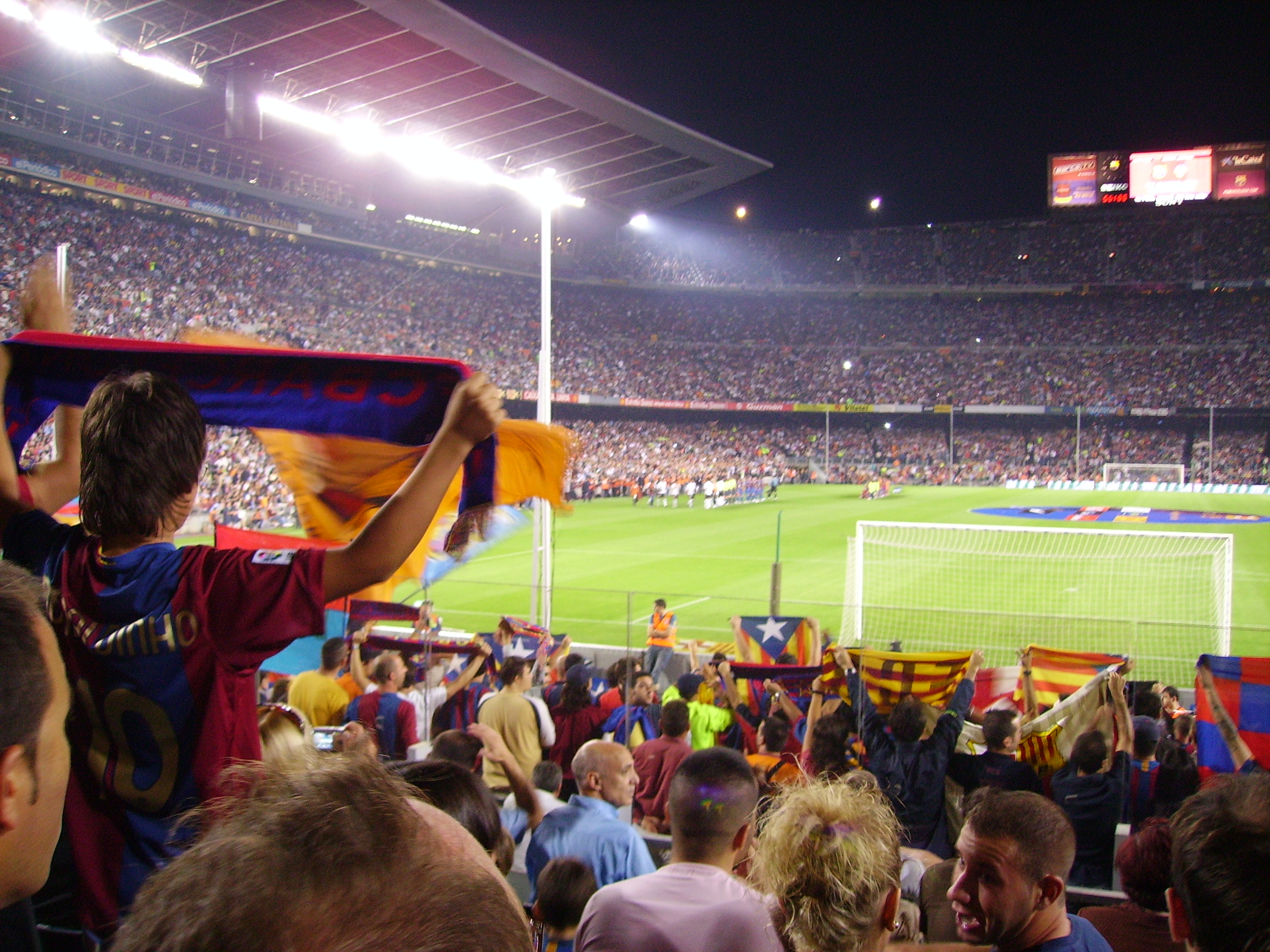
Match på FC Barcelonas hemmaarena Camp Nou, 25 september 2006. Katalanska och FC Barcelona-symboler blandas på läktarplats.

### Klubbens ägande och ledning
Till skillnad mot vad som är brukligt bland klubbarna i Englands Premier League och Italiens Serie A är klubben inte ett aktiebolag och/eller ägt av enskilda namn. Barcelona ägs istället av medlemmarna (katalanska: socis), vilka numera är cirka 108 000 till antalet.
Principen en medlem, en röst gäller vid val av klubbordförande (ofta benämnt president även i svenska medier) och där flera olika kandidater förutsätts delta i "allmänna val" vart fjärde år. Röstberättigade är alla myndiga medlemmar. Vid valkampanjerna försöker ofta de olika kandidaterna att vinna röster med "löften" om att värva nya superstjärnor till klubben. Mandatperioden för ordförande är 4 år, och denne kan inte enligt den nuvarande klubbstadgan sitta längre än två mandatperioder åt gången.
I januari 2015 utlystes ett nyval till ordförandeposten. Betydelsen av klubben i det nutida Katalonien är stort, vilket märktes av att både katalanska TV3 och Ràdio Catalunya (den största TV- respektive radiokanalen i regionen) direktsände från första valomgången 18 juli 2015. Sent på kvällen kom beskedet att Josep Bartomeu återvalts med stor majoritet, med tidigare ordföranden Joan Laporta på andra plats. Drygt 47 000 röster hade avlagts, vilket motsvarade 43 procent av klubbens medlemmar.
Klubbordförande  sedan 1899
Alla klubbordförande utom de nämnda har varit spanjorer av katalanskt ursprung.

- Walter Wild ( , 1899-1901)
- Bartomeu Terrades (1901-1902)
- Paul Haas (, 1902-1903)
- Arthur Witty Cotton (, 1903-1905)
- Josep Soler (1905-1906)
- Juli Marial (1906-1908)
- Vicenç Reig (1908)
- Hans Gamper (, 1908-1909)
- Otto Gmelin (, 1909-1910)
- Hans Gamper (, 1910-1913)
- Francesc de Moxó (1913-1914)
- Àlvar Presta (1914)
- Joaquim Peris de Vargas (1914-1915)
- Rafael Llopart (1915-1916)
- Gaspar Rosés (1916-1917)
- Hans Gamper (, 1917-1919)
- Ricard Graells (1919-1920)
- Gaspar Rosés (1920-1921)
- Hans Gamper (, 1921-1923)
- Enric Cardona i Panella (1923-1924)
- Hans Gamper (, 1924-1925)
- Arcadi Balaguer (1925-1929)
- Tomàs Rosés (1929-1930)
- Gaspar Rosés (1930-1931)
- Antoni Oliver (1931)
- Joan Coma (1931-1934)
- Esteve Sala (1934-1935)
- Josep Sunyol (1935-1936)
- Francesc Xavier (1937-1939)
- Joan Soler (1939-1940)
- Enrique Piñeyro de Queralt (1940-1942)
- Josep Vidal-Ribas (1942)
- Enrique Piñeyro de Queralt (1942-1943)
- Josep Antoni de Albert (1943)
- Josep Vendrell (1943-1946)
- Agustí Montal (1946-1952)
- Enric Martí (1952-1953)
- Francesc Miró-Sans (1953-1961)
- Enric Llaudet (1961-1968)
- Narcís de Carreras (1968-1969)
- Agustí Montal (1969-1977)
- Raimon Carrasco (1977-1978)
- Josep Lluís Núñez (1978-2000)
- Joan Gaspart (2000-2003)
- Enic Reyna (2003)
- Joan Laporta (2003-2010)
- Sandro Rosell (2010-2014)
- Josep Maria Bartomeu (2014-2020)
- Joan Laporta (2021-)

FC Barcelona har på senare år blivit tydligare i hävdandet av sin katalanska identitet. Joan Laporta beslutade under sin tid som ordförande om språkkurser i katalanska för klubbens icke-katalanska spelare, och satsningarna på klubbtidningen och den egna TV-kanalen (under det nya namnet Barça TV) gjordes parallellt med stora sportsliga framgångar under A-lagstränarna Frank Rijkaard och Pep Guardiola. Dessa sju år innebar även en ekonomisk expansion, underlättat av en ökning av medlemstalet från 106 000 till 173 000.

### Supportrar
FC Barcelona har ett mycket stort supporterstöd såväl inom Spanien som utomlands. Klubben har i dagsläget drygt 1 800 supporterföreningar – penyes. Av dessa är ett hundratal baserat utanför Spaniens gränser. Klubben har sommaren 2015 drygt 109 000 medlemmar, varav de flesta är baserade i Barcelona och Katalonien. I övriga Spanien har klubben drygt 10 000 medlemmar, och utanför Spanien återfinns drygt 7 000 medlemmar. I Europa beräknas antalet FC Barcelona-fans vara drygt 85 miljoner, vilket är mer än någon annan klubb i Europa, och klubben har stora supporterskaror bland annat i Latinamerika.
Motståndet var länge stort mot att införa reklam på tröjorna, men trots detta bröt Barcelona denna tradition inför säsongen 2006/2007. "Reklamen" blev Unicef, i samband med att klubben skänkte 0,7 procent av den totala omsättningen till barnrättsorganisationen. Detta var ett sätt för Barcelona att leva upp till sin slogan "mer än en klubb" (katalanska: més que un club). I december 2010 bröt klubben slutligen mot den 112-åriga traditionen med avsaknad av tröjsponsorer och skrev ett femårskontrakt med Qatar Foundation (senare Qatar Airways), som från och med säsongen 2011/2012 kom att synas på Barçatröjorna.

## Ekonomi
Mätt efter omsättningen är FC Barcelona en av de största fotbollsklubbarna i världen. Säsongen 2010/2011 omsatte fotbollssektionen enligt revisionsfirman Deloitte nästan 451 miljoner euro, motsvarande cirka 4,1 miljarder kronor, vilket då endast överträffades av Real Madrid.
Med hjälp av sponsoravtalet med Qatar Foundation siktar FC Barcelona på att utmana ärkerivalen om titeln "rikaste fotbollsklubben i världen", mätt efter omsättning.. Affärstidningen Forbes värderade år 2013 FC Barcelona till 2,6 miljarder US-dollar, trea efter Real Madrid och Manchester United. Samtidigt har klubben under det senaste decenniet dragit på sig stora skulder, vilket enligt klubbledningen endast är tillfälligt.
2020 kunde man efter en mätning se att FC Barcelona var världens rikaste klubb efter omsättning med 9,15 miljarder kronor 900 miljoner kronor mer än rivalen Real Madrid och 1,4 miljarder mer än trean Manchester United. Mycket av framgången sades ligga bakom deras dominans på besluten att återta kontrollen över sin souvenir- och sponsorverksamhet från externa aktörer.

## Rivalitet med Real Madrid
Barcelonas rivalitet med Spaniens andra storklubb Real Madrid har historiska rötter och handlar om  mer än fotboll. Barcelona är Kataloniens huvudstad, och en del katalaner har alltid strävat efter oberoende från centralmakten i Madrid. Efter att general Francisco Franco vunnit spanska inbördeskriget 1936-1939 inleddes ett förtryck som drabbade Katalonien hårt. Real Madrid kom att ses som en symbol för centralmakten, och motsättningarna mellan klubbarna (som redan fanns innan inbördeskriget) skärptes avsevärt.
Efter att demokratin återinfördes i Spanien efter Francos död 1975 har Katalonien sedan 1978 ett ganska långtgående självstyre, och en majoritet av befolkningen är nöjd med det nuvarande förhållandet gentemot regeringen i Madrid.[källa behövs] Numera[när?] tonas också motsättningarna ner mellan såväl respektive klubbledningar som klubbarnas spelare. Mellan respektive klubbars fans är dock rivaliteten fortfarande intensiv, vilka ser i princip som "förräderi" för en spelare att byta klubb till ärkerivalen; de två mest uppmärksammade (och kontroversiella) övergångarna anses vara Alfredo Di Stéfano 1953 och Luis Figo 2000 (båda från Barcelona till Real Madrid).
Fotbollsmatcherna mellan Barcelona och Real Madrid, det så kallade El Clásico (El Clàssic på katalanska) får internationell uppmärksamhet när flera hundra miljoner människor följer ofta fotbollsderby på TV.[källa behövs]

## Meriter

### Sportsliga framgångar
FC Barcelona har vunnit La Liga 27 gånger, Copa del Rey 31 gånger och Champions League 5 gånger. Klubben vann också den kortlivade spanska ligacupen två av de fyra säsonger den spelades och klubben har också vunnit samtliga fyra europeiska cuper (inklusive 4 segrar i den numer nedlagda Cupvinnarcupen och lika många i Mässcupen/Uefacupen). Klubben har även vunnit Europeiska Supercupen 4 gånger. Den enda klubbtitel som länge saknades var den Interkontinentala cupen, numera kallad Världsmästerskapet för klubblag. Den 19 december 2009 säkrades för första gången även denna titel efter att Estudientes från Argentina besegrats med 2-1. Den 19 december 2011 vann Barcelona VM för klubblag för andra gången (4-0 mot Santos FC), något som innebar klubbens 17:e internationella cuptitel. Efter att 2015 ha vunnit Champions League, Europeiska Supercupen och Världsmästerskapet för klubblag har nu FC Barcelona 20 internationella titlar vilket är rekord. VM-titeln för klubblag säkrades genom en 3–0-seger mot River Plate från Argentina.Barcelona var även det första laget att vända ett underläge med 4 mål i ett Champions League-slutspel. Detta skedde efter vinsten mot PSG (Paris Saint Gemain) 08/03-17, med 6-1.
Primera División
- Antal säsonger: 84 (samtliga)
- Antal segrar: 28
- Antal poäng under en säsong: 100 2012/2013 (rekord i Primera División delat med Real Madrid)
- Antal poäng under första halvan av ligan: 55 2012/2013 (rekord i Primera División)
- Antal poäng under andra halvan av ligan: 50 2009/2010 samt 2014/15
- Antal gjorda mål under en säsong: 115 2012/2013
- Antal gjorda mål hemma under en säsong: 73 2011/2012
- Antal gjorda mål borta under en säsong: 52 2012/2013
- Antal matcher vunna i rad: 16 påbörjad 16 oktober 2010 avslutad 12 februari 2011 (rekord i Primera División)
- Antal matcher vunna i rad hemma: 39 påbörjad 16 februari 1958 avslutad 20 november 1960 (rekord i Primera División)
- Antal matcher vunna i rad borta: 12 påbörjad 1 maj 2010 avslutad 12 februari 2011 (rekord i Primera División)
- Antal matcher obesegrade: 31 påbörjad 19 september 2010 avslutad 30 april 2011
- Antal matcher obesegrade hemma: 67 påbörjad 28 april 1973 avslutad 12 september 1976
- Antal matcher obesegrade borta: 23 påbörjad 7 mars 2010 avslutad 30 april 2011 (rekord i Primera División)
- Flest vunna matcher under en säsong: 32 (rekord i Primera División delat med Real Madrid)
- Flest vunna matcher hemma: 18 2009/2010 samt 2012/2013 (rekord i Primera División delat med Real Madrid)
- Flest vunna matcher borta: 14 2010/2011
- Största målskillnad under en säsong: +89 mål 2014/2015 (rekord i Primera División delat med Real Madrid)

Källor: Don Balón, Liga de Fútbol Profesional, Marca, Mundodeportivo.es

### Statistik
- FC Barcelona har på 84 säsonger i Primera División spelat 2 686 matcher fördelat på 1 524 segrar, 550 oavgjorda och 612 förluster. Detta med 5 672 och 3 048 insläppta mål (juni 2015)
- Största segern: 10–1 mot Gimnàstic de Tarragona säsongen 1950/51
- Största förlusten 1–12 mot Athletic Bilbao säsongen 1930/31
- Mål nummer 1 000 i Primera Division gjordes av Marcos Aurelio mot UE Lleida 22 oktober 1950.
- Mål nummer 5 000 gjordes av Lionel Messi mot Racing Santander 1 februari 2009.
- Största segern i Champions League är 7–0 på hemmaplan mot Celtic FC 2016.
- Största förlusten är 2–8 mot Bayern München i Champions League-semifinalen 2020.
- Flest matcher totalt, 767 stycken, har mittfältaren Xavi gjort mellan 1998 och 2015.
- Flest mål totalt, 440 stycken, av Lionel Messi 2004–2015
- Flest mål i Primera División, 286, av Messi 2012/2013
- Under en säsong är rekordet 50 mål av Messi säsongen 2011/2012. Säsongen 2011/2012 gjorde Messi 73 mål under alla turneringar under året.
- Flest mål i en enskild match, 7 st, gjorde Ladislao Kubala mot Sporting de Gijón den 10 februari 1952, samt Eulogio Martínez mot Atlético Madrid den 1 maj 1957.
- Flest mål i Europacupspelet, 77 st, har Messi gjort 2012/2013.

Källor: Engelskspråkiga Wikipedia, Fotbollskanalen.se

## Spelare

### Truppen
| 1  | Tyskland | Marc-André ter Stegen Vicekapten | 30 april 1992 | Borussia Mönchengladbach (-14) |
| 13 | Spanien  | Iñaki Peña                       | 2 mars 1999   | FC Barcelona                   |

|    |           |                     |                  |                       |
| 2  | Portugal  | João Cancelo        | 27 maj 1994      | Manchester City (-23) |
| 3  | Spanien   | Alejandro Balde     | 18 oktober 2003  | FC Barcelona          |
| 4  | Uruguay   | Ronald Araújo       | 7 mars 1999      | FC Barcelona          |
| 5  | Spanien   | Iñigo Martínez      | 17 maj 1991      | Athletic Club (-23)   |
| 15 | Danmark   | Andreas Christensen | 10 april 1996    | Chelsea (-22)         |
| 17 | Spanien   | Marcos Alonso       | 28 december 1990 | Chelsea (-22)         |
| 23 | Frankrike | Jules Koundé        | 12 november 1998 | Sevilla (-22)         |
| 33 | Spanien   | Pau Cubarsí         | 22 januari 2007  | FC Barcelona          |
| 39 | Spanien   | Héctor Fort         | 2 augusti 2006   | FC Barcelona          |

| 6  | Spanien       | Gavi            | 5 augusti 2004    | FC Barcelona          |
| 8  | Spanien       | Pedri           | 25 november 2002  | Las Palmas (-20)      |
| 16 | Spanien       | Fermín López    | 11 maj 2003       | FC Barcelona          |
| 18 | Spanien       | Oriol Romeu     | 24 september 1991 | Girona (-23)          |
| 20 | Spanien       | Sergi Roberto   | 7 februari 1992   | FC Barcelona          |
| 21 | Nederländerna | Frenkie de Jong | 12 maj 1997       | Ajax (-19)            |
| 22 | Tyskland      | İlkay Gündoğan  | 24 oktober 1990   | Manchester City (-23) |

| 7  | Spanien   | Ferran Torres      | 29 februari 2000 | Manchester City (-22)           |
| 9  | Polen     | Robert Lewandowski | 21 augusti 1988  | Bayern München (-22)            |
| 11 | Brasilien | Raphinha           | 14 december 1996 | Leeds (-22)                     |
| 14 | Portugal  | João Félix         | 10 november 1999 | Atlético Madrid (-23)           |
| 19 | Brasilien | Vitor Roque        | 28 februari 2005 | Club Athletico Paranaense (-24) |
| 27 | Spanien   | Lamine Yamal       | 13 juli 2007     | FC Barcelona                    |

### Utlånade spelare
| Nr | Land      | Pos | Namn                                              |
| -- | --------- | --- | ------------------------------------------------- |
|    |           |     |                                                   |
| —  | Mexiko    | F   | Julián Araujo (i Las Palmas till 30 juni 2024)    |
| —  | USA       | F   | Sergiño Dest (i PSV till 30 juni 2024)            |
| —  | Spanien   | F   | Eric García (i Girona till 30 juni 2024)          |
| —  | Frankrike | F   | Clément Lenglet (i Aston Villa till 30 juni 2024) |
| —  | Marocko   | F   | Chadi Riad (i Real Betis till 30 juni 2024)       |

| Nr | Land    | Pos | Namn                                                   |
| -- | ------- | --- | ------------------------------------------------------ |
| —  | Spanien | F   | Álex Valle (i Levante till 30 juni 2024)               |
| —  | Spanien | MF  | Pablo Torre (i Girona till 30 juni 2024)               |
| —  | Spanien | A   | Ansu Fati (i Brighton & Hove Albion till 30 juni 2024) |
| —  | Spanien | A   | Estanis Pedrola (i Sampdoria till 30 juni 2024)        |

### Världs- och Europamästare från FC Barcelona
Världsmästare
- Héctor Scarone (Uruguay 1930)
- Diego Maradona (Mexiko 1986)
- Romário (USA 1994) *
- Laurent Blanc (Frankrike 1998)
- Christophe Dugarry (Frankrike 1998)
- Thierry Henry (Frankrike 1998)
- Emmanuel Petit (Frankrike 1998)
- Lilian Thuram (Frankrike 1998)
- Ronaldo (Sydkorea-Japan 2002)
- Juliano Belletti (Sydkorea-Japan 2002)
- Edmílson (Sydkorea-Japan 2002)
- Rivaldo (Sydkorea-Japan 2002) *
- Ronaldinho (Sydkorea-Japan 2002)
- Gianluca Zambrotta (Tyskland 2006)
- Victor Valdés (Sydafrika 2010) *
- Carles Puyol (Sydafrika 2010)*
- Xavi Hernández (Sydafrika 2010)*
- Andres Iniesta (Sydafrika 2010)*
- Sergio Busquets (Sydafrika 2010)*
- Francesc Fábregas (Sydafrika 2010)*
- Pedro Rodríguez (Sydafrika 2010)*
- David Villa (Sydafrika 2010)*
- Ousmane Dembélé (Ryssland 2018)*
- Samuel Umtiti (Ryssland 2018)*
- Antoine Griezmann (Ryssland 2018)
- Lionel Messi (Qatar 2022)

* Romário, Rivaldo, Valdés, Puyol, Piqué, Xavi, Iniesta, Busquets, Pedro, Villa, Dembélé och Umtiti vann VM då de tillhörde FC Barcelona.
Europamästare
- Jesús María Pereda (Spanien 1964) *
- Josep Fusté (Spanien 1964) *
- Fernando Olivella (Spanien 1964) *
- Luis Suárez Miramontes (Spanien 1964)
- Bernd Schuster (Italien 1980)
- Ronald Koeman (Västtyskland 1988)
- Laurent Blanc (Belgien & Nederländerna 2000)
- Emmanuel Petit (Belgien & Nederländerna 2000)
- Lilian Thuram (Belgien & Nederländerna 2000)
- Thierry Henry (Belgien & Nederländerna 2000)
- Carles Puyol (Österrike & Schweiz 2008) *
- Xavi Hernández (2008 samt 2012) *
- Andrés Iniesta (2008 samt 2012) *
- Francesc Fábregas (2008 samt 2012) *
- José Reina (2008 samt 2012)
- Sergio García (Österrike & Schweiz 2008)
- Fernando Navarro (Österrike & Schweiz 2008)
- David Villa (Österrike & Schweiz 2008)
- Victor Valdés (Polen & Ukraina 2012) *
- Gerard Piqué (Polen & Ukraina 2012) *
- Sergio Busquets (Polen & Ukraina 2012) *
- Pedro Rodríguez (Polen & Ukraina 2012) *
- Jordi Alba (Polen & Ukraina 2012)

* Pereda, Fusté Olivella, Puyol, Xavi, Iniesta, Fábregas, Valdés, Piqué, Busquets, Alba och Pedro vann EM då de tillhörde FC Barcelona.

### Lista över framträdande spelare

#### Spelare med fler än 100 gjorda mål
1. Lionel Messi (603)
2. César (232)
3. Ladislao Kubala (194)
4. Josep Samitier (184)
5. Luis Suárez (177)
6. Josep Escolà (167)
7. Paulino Alcántara (143)
8. Samuel Eto’o (130)
9. Rivaldo (130)
10. Mariano Martín (123)
11. Patrick Kluivert (122)
12. Carles Rexach (122)
13. Hristo Stoitjkov (117)
14. Estanislao Basora (113)
15. Eulogio Martínez (111)
16. Luis Enrique (108)
17. José Antonio Zaldúa (107)
18. Evaristo (105)
19. Juan Manuel Asensi (100)

### Ungdomsverksamhet

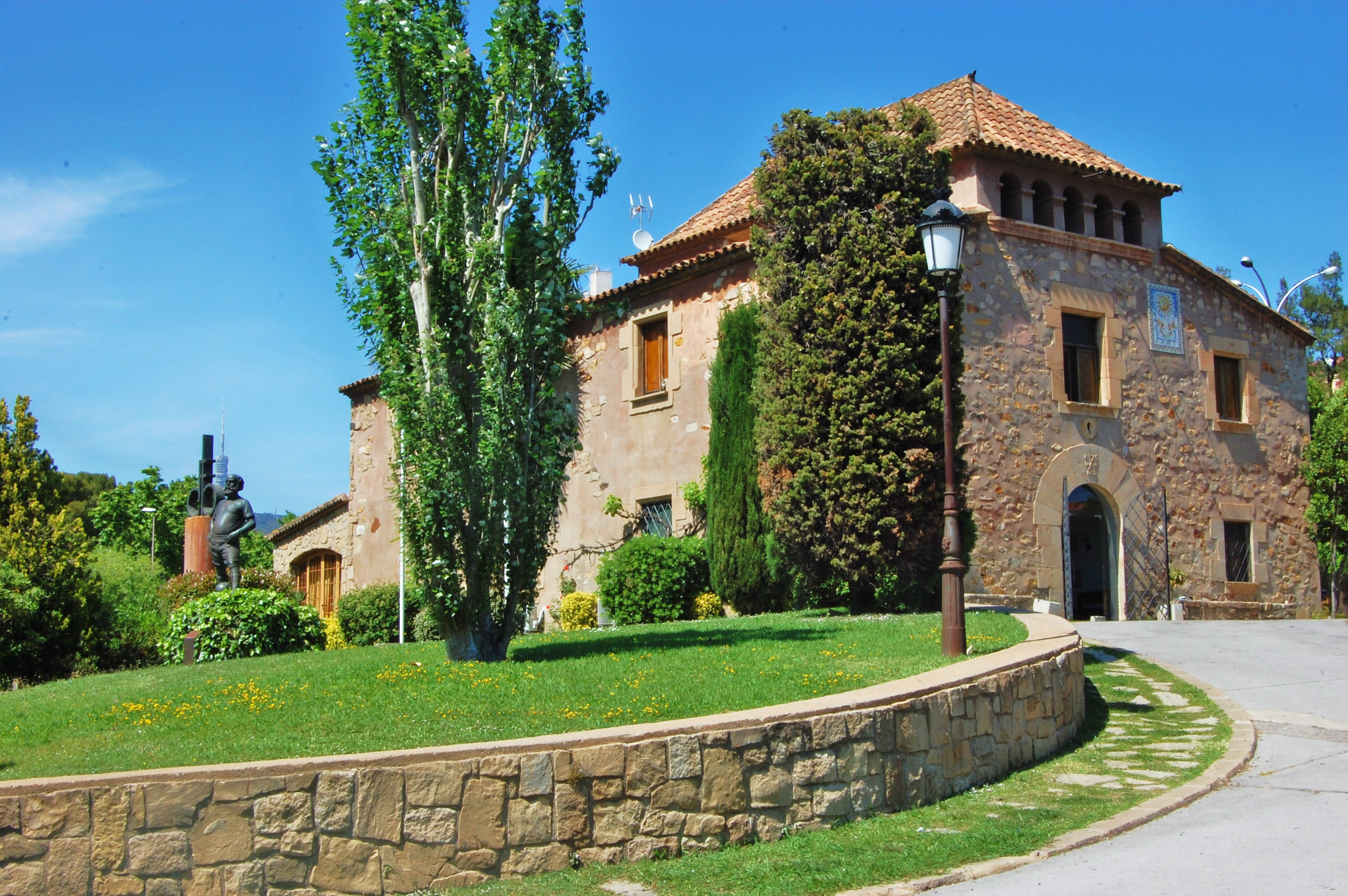
La Masia (katalanska för byggnaden), ett typiskt katalanskt bondhus, har fått ge namn åt klubbens akademi.

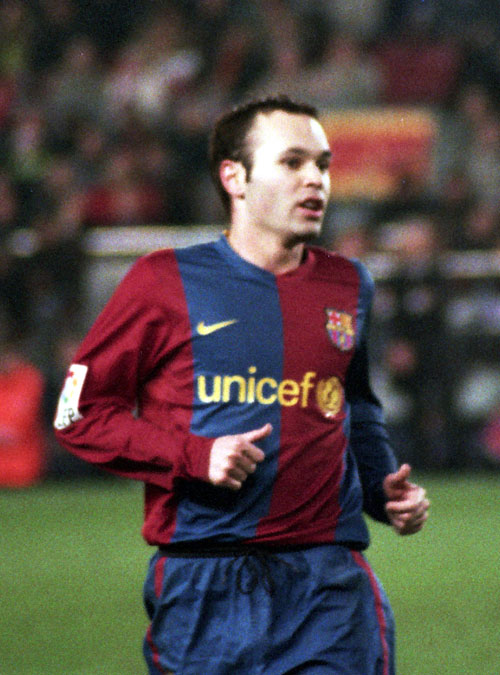
Andrés Iniesta, en av många spelare från FC Barcelonas ungdomssektion. Iniesta debuterade i A-laget 2003 och har sedermera vuxit till en av stöttepelarna i både FC Barcelona och spanska landslaget.

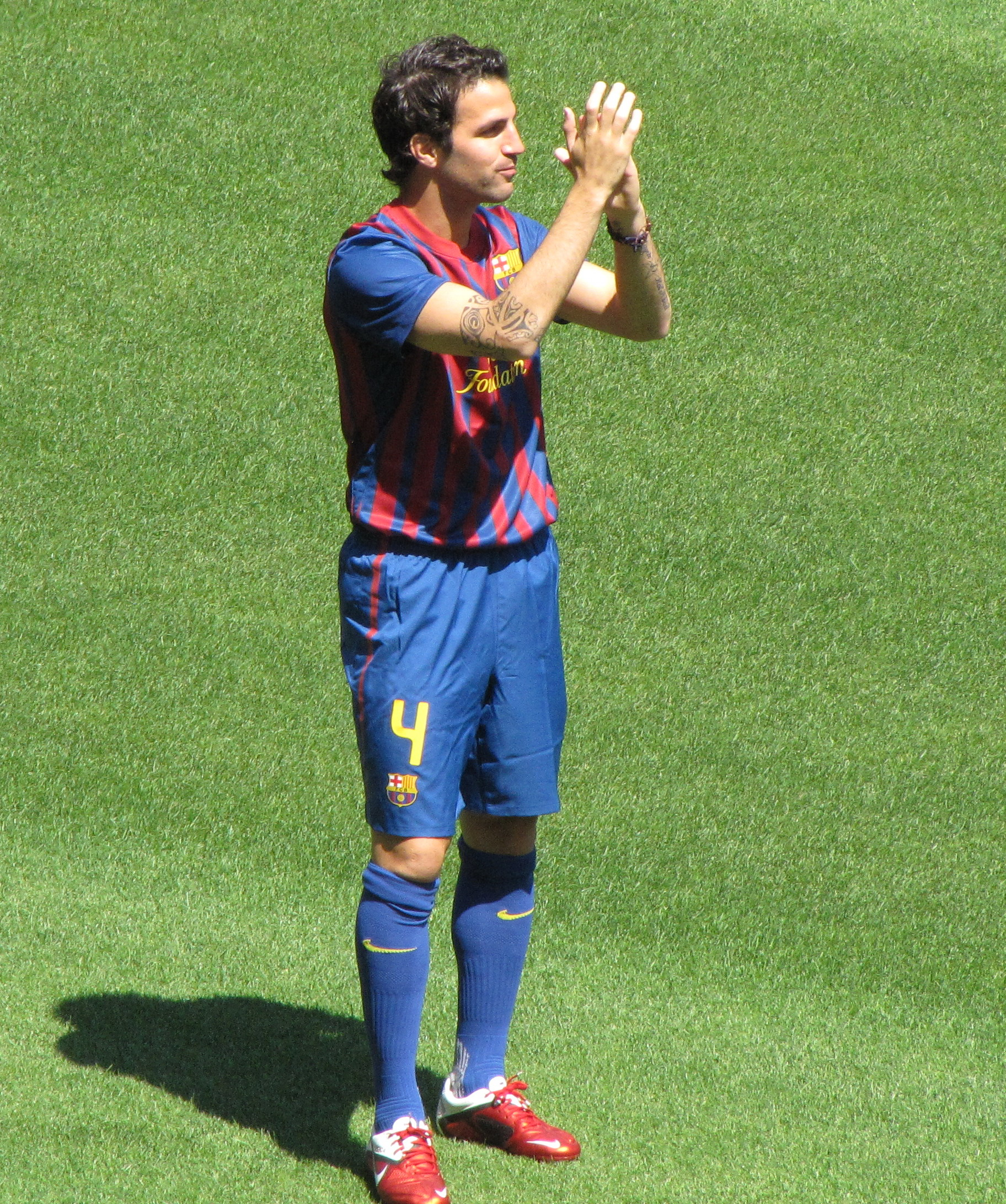
Cesc Fàbregas presenteras för FC Barcelona 15 augusti 2011. Fàbregas är sprungen ur Barças akademi men debuterade för klubbens A-lag först 2011, efter många år som stjärna i Arsenal FC.

FC Barcelonas satsar årligen stora summor på sin ungdomsverksamhet, och klubben har genom sin fotbollsakademi tagit fram ett flertal fotbollsstjärnor. La Masia, klubbens akademi, har försett fotbollslaget med talanger allt sedan den etablerades 1979, och i det spanska landslag som vann fotbolls-VM 2010 återfanns 9 spelare som utbildats på La Masia.
Landslagsspelare utbildade på La Masia:
| Namn                            | Landskamper (mål) | Landslag  |
| Lionel Andrés Messi             | 136 (68)          | Argentina |
| Xavier Hernández i Creus        | 133 (13)          | Spanien   |
| Andrés Iniesta Luján            | 131 (14)          | Spanien   |
| Sergio Busquets i Burgos        | 113 (2)           | Spanien   |
| Francesc Fàbregas i Soler       | 110 (15)          | Spanien   |
| Giovani dos Santos Ramírez      | 106 (19)          | Mexiko    |
| Gerard Piqué i Bernabeu         | 102 (5)           | Spanien   |
| Carles Puyol i Saforcada        | 100 (3)           | Spanien   |
| Jordi Alba i Ramos              | 67 (8)            | Spanien   |
| Pedro Rodríguez Ledesma         | 65 (17)           | Spanien   |
| Sergi Barjuan i Esclusa         | 56 (1)            | Spanien   |
| Josep Guardiola i Sala          | 47                | Spanien   |
| Jonathan dos Santos Ramírez     | 45 (3)            | Mexiko    |
| Guillermo Amor Martínez         | 37 (4)            | Spanien   |
| José Manuel Reina Páez          | 36                | Spanien   |
| Albert Ferrer i Llopis          | 36                | Spanien   |
| Francisco José Carrasco Hidalgo | 35 (5)            | Spanien   |
| Thiago Alcántara do Nascimento  | 31 (2)            | Spanien   |
| Thiago Motta                    | 30 (1)            | Italien   |
| Víctor Valdés i Arribas         | 20                | Spanien   |
| Ramon Maria Calderé i Rey       | 18 (7)            | Spanien   |
| Luis Javier García Sanz         | 18 (4)            | Spanien   |
| Albert Luque i Martos           | 18 (2)            | Spanien   |
| Carles Rexach i Cerdà           | 15 (2)            | Spanien   |
| Marc Bartra i Aregall           | 14                | Spanien   |
| Johan Jordi Cruijff             | 9 (1)             | Holland   |
| Sergi Roberto Carnicer          | 7 (1)             | Spanien   |
| Gerard López Segú               | 6 (2)             | Spanien   |
| Cristóbal Parralo Aguilera      | 6                 | Spanien   |
| Javier Moreno Varela            | 5 (1)             | Spanien   |
| Iván de la Peña López           | 5                 | Spanien   |
| Jeffrén Isaac Suárez Bermúdez   | 4                 | Venezuela |
| Albert Celades i López          | 4                 | Spanien   |
| Gabriel Garcia de la Torre      | 3                 | Spanien   |
| Francisco Joaquín Pérez Rufete  | 3                 | Spanien   |
| Luis Milla Aspas                | 3                 | Spanien   |
| Rafael Alcântara do Nascimento  | 2                 | Brasilien |
| Sergio García de la Fuente      | 2                 | Spanien   |
| Fernando Navarro Corbacho       | 2                 | Spanien   |
| Bojan Krkić i Pérez             | 1                 | Spanien   |
| Gai Yigaal Assulin              | 1                 | Israel    |
| Haruna Babangida                | 1                 | Nigeria   |

## Övriga sporter

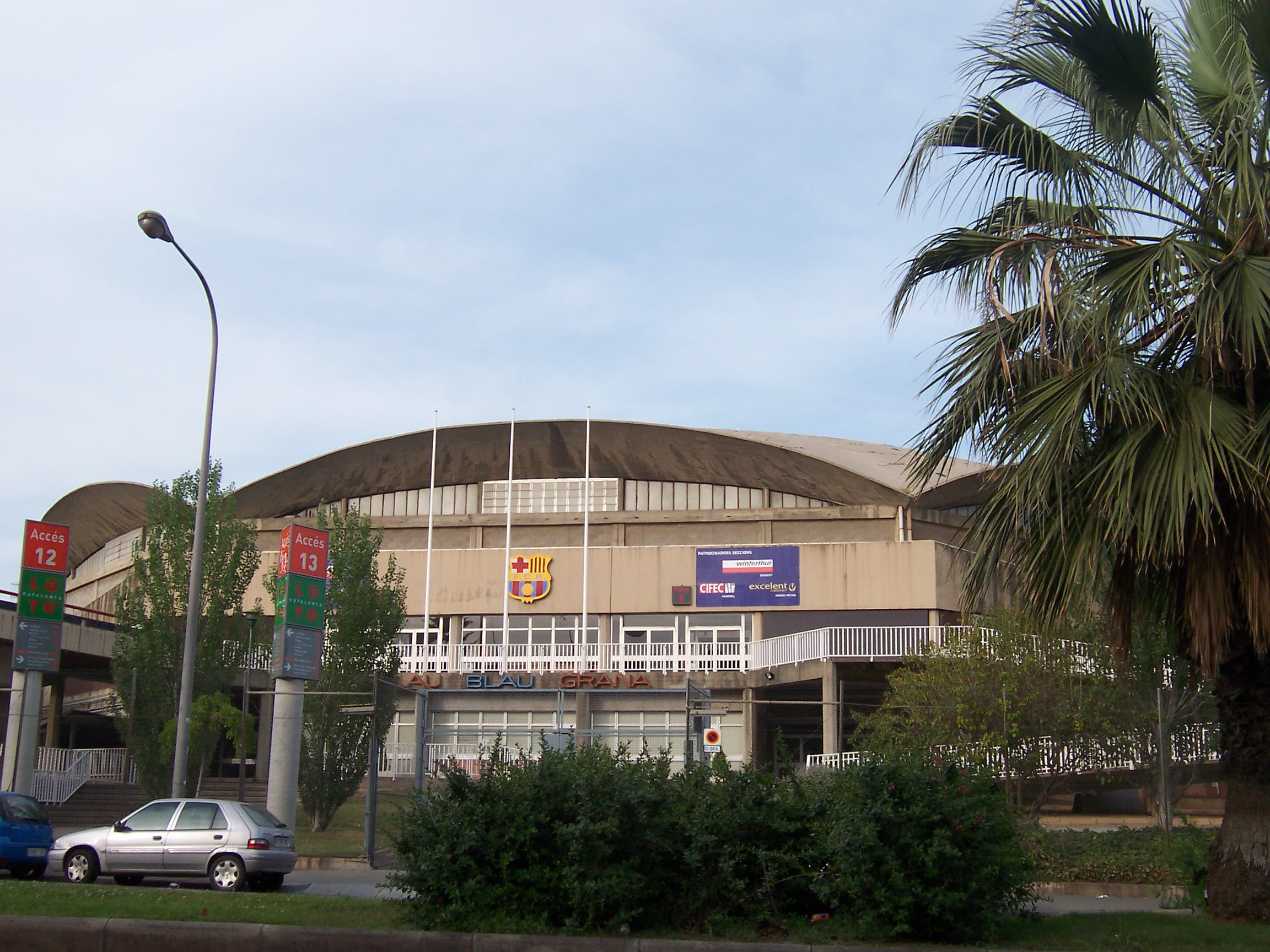
Palau Blaugrana - FC Barcelonas inomhusarena

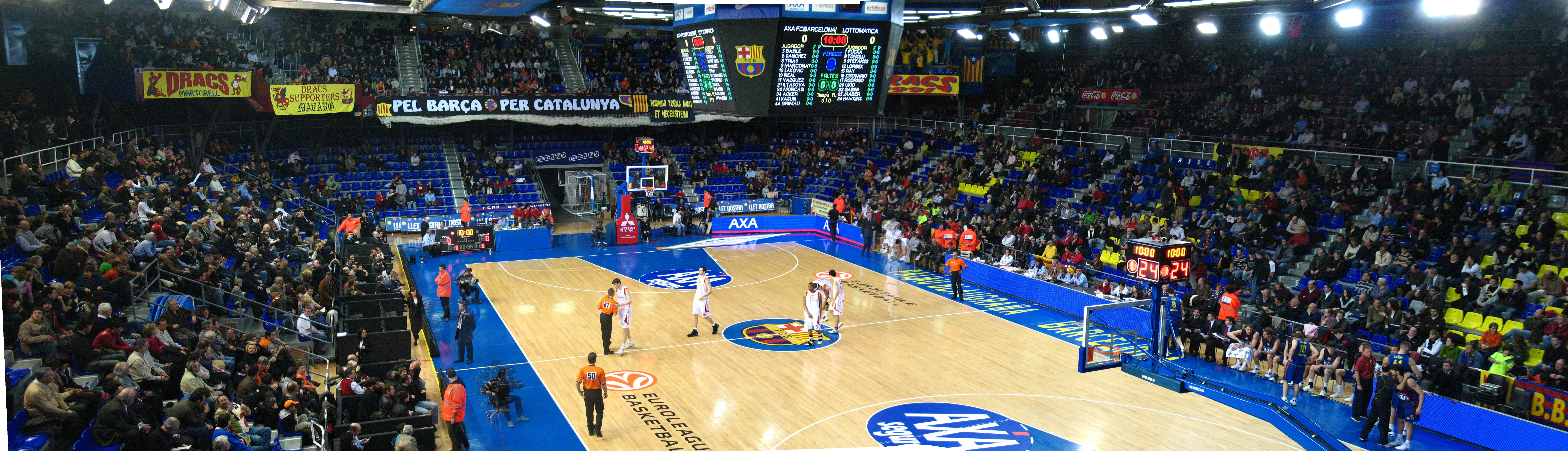
Inomhusarenan Palau Blaugrana, där klubbens basketsektion spelar sina hemmamatcher – här en Euroliga-match mot Lottomatica Roma, februari 2008.

FC Barcelona startades ursprungligen som en renodlad fotbollsklubb, emellertid var dock intresset för andra sporter stort redan från början. Samma år som klubben bildades skapades friidrottssektionen och 1904 bildades på initiativ av medlemmar i FC Barcelona Spaniens nationella friidrottsförbund. 1915 blev friidrott den andra officiella sportsektionen inom klubben.
Friidrottssektionen kom att följas av ett flertal olika sportsektioner, 1923 landhockey, 1924 grekisk-romersk brottning, 1925 cykling, 1926 tennis och basket, 1940 handboll, 1941 baseboll, 1942 rullskridskohockey och simning, 1952 rullskridskokonståkning, 1957 gymnastik, 1961 judo, 1970 volleyboll samt 1972 futsal, ishockey och konståkning. Många av sportsektionerna tillkom långt innan dessa blev officiella, exempelvis bildades klubbens första handbollslag 1932.

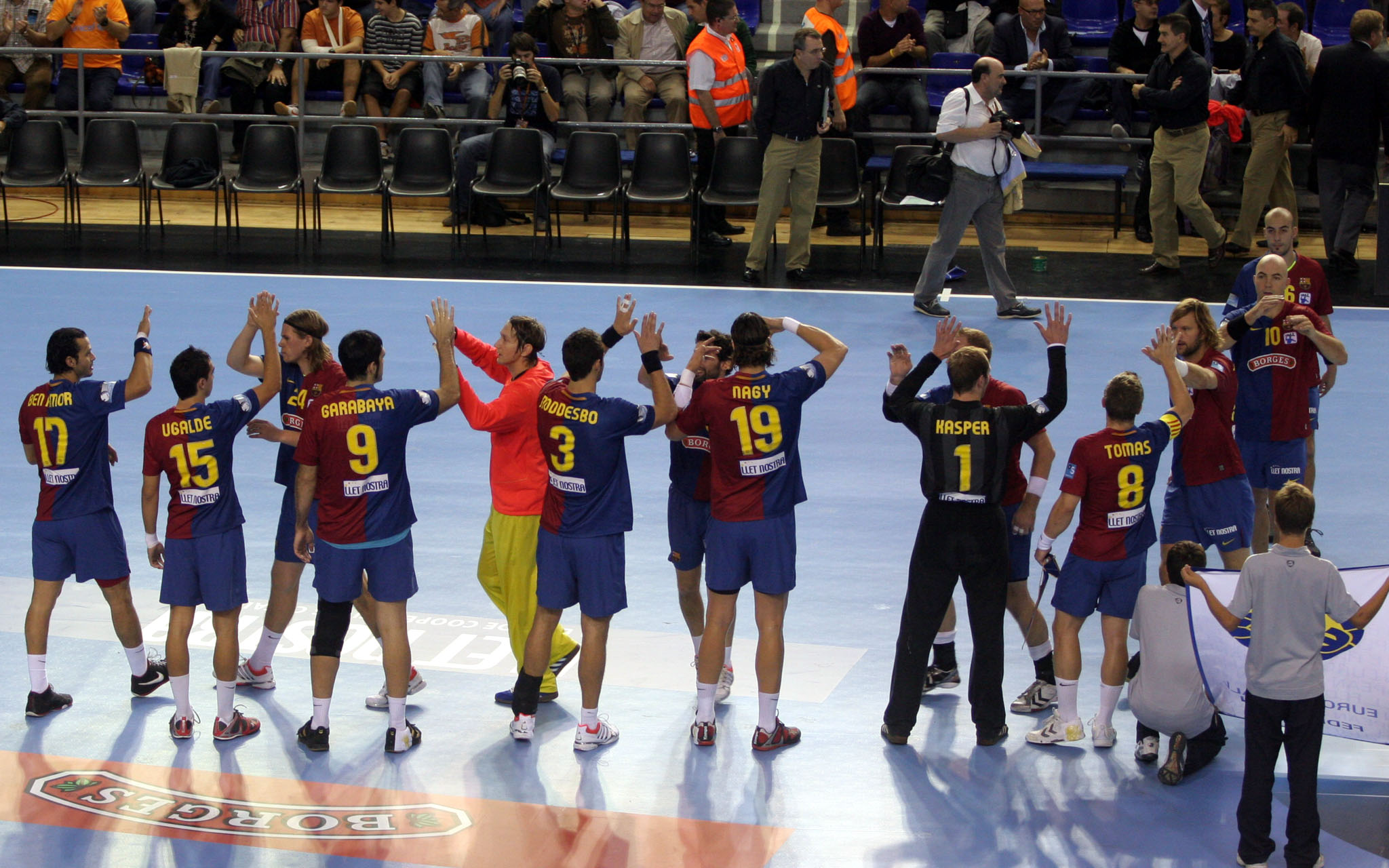
FC Barcelonas handbollslag presenteras i Palau Blaugrana, inför en Europamatch 2008.

Några av klubbens sportsektioner har nått stora framgångar både nationellt och internationellt, främst märks handbollssektionen som inte bara är Spaniens utan även Europas mest framgångsrika handbollsförening. Även klubbens basketsektion hör till landets mest framgångsrika och har även vunnit internationella titlar, bland annat Euroleague. FC Barcelona basket blev år 2006 det andra europeiska basketlaget någonsin att vinna över ett NBA lag när man besegrade Philadelphia 76ers med 104-99.

### Sektioner (övriga)
Professionella lag
- FC Barcelona basket
- FC Barcelona damfotboll
- FC Barcelona Futsal
- FC Barcelona handboll
- FC Barcelona rullskridskohockey

Amatörlag
- FC Barcelona friidrott
- FC Barcelona ishockey
- FC Barcelona konståkning
- FC Barcelona landhockey
- FC Barcelona rugby
- FC Barcelona volleyboll

Associerade lag
- FC Barcelona damvolleyboll
- FC Barcelona rullstolsbasket

Lag under A-laget i respektive sport
- Basket (5 lag): Júnior, Cadet A i B, Infantil A i B.
- Handboll (5 lag): Sènior B, Juvenil A, Cadet A i B, Infantil.
- Rullskridskohockey (4 lag): Sènior B, Júnior, Juvenil, Infantil.
- Futsal (5 lag): Sènior B, Juvenil, Cadet, Infantil, Aleví.
- Friidrott (12 lag): Infantil, Cadet, Juvenil, Junior, Promesa i Sènior masculí. Infantil, Cadet, Juvenil, Junior, Promesa i Sènior femení
- Rugby (9 lag): Sènior A, Sènior B, Juvenil, Cadet, Infantil, Aleví, Benjamí, Prebenjamí, Babies.
- Volleyboll (5 lag): Sènior, Júnior, Juvenil, Cadet i Infantil.
- Landhockey (7 lag): Sènior, Primera Barceloní Stick, Primera, Juvenil i Cadet masculí. Sènior i Juvenil femení.
- Ishockey (5 lag): Sènior, Sub-18, Sub-13, Sub-11, Sub-9.
- Konståkning (18 lag): Debutant (Masculí i Femení); Joves Talents (Masculí i Femení); Promeses Femení; Mínima (Masculí i Femení);Infantil (Masculí i Femení), Novice Femení; Júnior 3a (Masculí i Femení); Júnior 2a (Masculí i Femení); Júnior 1a (Masculí i Femení). Ballet: Elit, i Jeune espoir
- Damvolleyboll (2 lag): Sènior, Juvenil.

Tidigare, numera nerlagda sportsektioner
- FC Barcelona baseboll
- FC Barcelona cykling
- FC Barcelona grekisk-romersk brottning
- FC Barcelona gymnastik
- FC Barcelona judo
- FC Barcelona rullskridskokonståkning
- FC Barcelona simning
- FC Barcelona tennis